# Corydon Palmer
Corydon Spencer Palmer (* 12. Januar 1820 in Vernon; † 17. Februar 1917 in New York) war ein amerikanischer Zahnarzt. Nach ihm ist das Palmer-Zahnschema benannt, ein System zur eindeutigen Bezeichnung von Zähnen im menschlichen Gebiss. Er hat das Zahnschema nach Zsigmondy für das bleibende Gebiss beibehalten, jedoch im Jahre 1870 für das Milchgebiss abgeändert. Er hat die Milchzähne mit lateinischen Großbuchstaben bezeichnet, um die Verwechslungsgefahr zu reduzieren.

## Leben
Palmer begann eine Lehre als Silberschmied im Alter von 16 Jahren. Während seiner Lehrzeit hospitierte er bei Zahnärzten. Bald war er für seinen Ideenreichtum in der Entwicklung zahnärztlicher Instrumenten bekannt. Das Ohio College of Dental Surgery verlieh ihm die Ehrendoktorwürde in der Zahn-, Mund- und Kieferchirurgie und hat ihn in den Lehrkörper übernommen. Er engagierte sich in der Ohio State Dental Society, der Mississippi Valley Association of Dental Surgeons und der American Dental Association.
Im Jahr 1843 reiste er nach New York und arbeitete gemeinsam mit John Burdell in einer Zahnarztpraxis. Er entwickelte den ersten vollständigen Instrumentensatz für die Anfertigung von Goldhämmerfüllungen.
Für den vom New Yorker Zahnarzt Sanford Christie Barnum 1864 erfundenen Kofferdam, der dazu dient, das Arbeitsfeld im Mund trocken zu halten, erfand Palmer Befestigungsklammern. Aus Aluminiumfolie versuchte er preiswerte Füllungen anzufertigen.
Palmer verstarb im Alter von 97 Jahren im Hause seines Sohnes Delos Palmer und ist im Oakwood Cemetery in Warren begraben. Die lokale Zahnärztegesellschaft Corydon Palmer Dental Society trägt ihm zu Ehren seit ihrer Gründung am 10. März 1913 seinen Namen.